# Alexandria (Dakota du Sud)
Pour les articles homonymes, voir Alexandrie (homonymie).
La ville d’Alexandria est le siège du comté de Hanson, situé dans l’État du Dakota du Sud, aux États-Unis. Sa population était de 615 habitants au recensement de 2010, estimée à 626 habitants en 2016.

## Histoire
La ville est fondée en 1879 sur les terres de Dearborn Clark. Elle est alors appelée Clarksville. La ville est plus tard renommée Alexandria en l'honneur d'Alexander Mitchell, président du Chicago, Milwaukee, St. Paul and Pacific Railroad.

## Démographie
| 1900 | 1910 | 1920 | 1930 | 1940 | 1950 |
| ---- | ---- | ---- | ---- | ---- | ---- |
| 680  | 955  | 965  | 688  | 746  | 714  |

| 1960 | 1970 | 1980 | 1990 | 2000 | 2010 |
| ---- | ---- | ---- | ---- | ---- | ---- |
| 614  | 598  | 588  | 518  | 563  | 615  |

## Personnalités
- Alexander (1880-1954), médium et illusionniste américain, est né à Alexandria.